# مقاطعة بولك (ميزوري)
مقاطعة بولك (بالإنجليزية: Polk County)‏ هي إحدى المقاطعات في ولاية ميزوري في الولايات المتحدة الأمريكية.